# Leoš Janáček
Leoš (Eugen) Janáček uitspraakⓘ (Hukvaldy, 3 juli 1854 – Ostrava, 12 augustus 1928) was een Tsjechische componist en muziekpedagoog.
Als derde grote Tsjechische componist, na Antonín Dvořák en Bedřich Smetana, liet ook hij zich door de volksmuziek van zijn land inspireren, maar hij deed dat op geheel eigen wijze, waarbij hij ook de stromingen van zijn eigen tijd in zich opnam. De meeste van de werken die bekend zijn gebleven (vooral de opera’s, het orkestwerk Sinfonietta en de Glagolitische mis), schreef hij pas op latere leeftijd.

## Levensloop
Janáček werd geboren in een klein dorp in het oosten van Moravië als zoon van een dorpsschoolmeester en ging studeren in Praag, Wenen en Leipzig. Hij trouwde in 1881 met een zestienjarige pianoleerlinge, Zdeňka Schultzová (1865-1938), en keerde met haar terug naar zijn geboortestreek om zich in Brno te vestigen. Daar stichtte hij een orgelschool die in 1919, toen Brno in het onafhankelijke Tsjecho-Slowakije lag, als conservatorium werd voortgezet. Aan die opleiding doceerde hij compositie. Het huwelijk was ongelukkig. Zowel de dochter Olga als de zoon Vladimir stierven jong. Leoš en Zdeňka vervreemdden van elkaar, maar waren door hun huwelijk toch tot elkaar veroordeeld. De depressieve toon van veel van Janáčeks muziek uit de eerste jaren van de 20ste eeuw wordt wel aan het slechte huwelijk en de dood van Olga (in 1903) geweten.
In 1916 leerde de componist een jonge, getrouwde vrouw kennen, Kamila Stösslová, die de 62-jarige met een nieuw elan bezielde. In de laatste twaalf jaar van zijn leven schreef Janáček een groot aantal werken, die gekenmerkt worden door frisheid, inventiviteit en energie, en sterke invloeden van de Slavische volksmuziek vertonen. Leoš Janáček overleed in Ostrava op 74-jarige leeftijd.

## Opera's
Zijn eerste opera, Šárka, ontstond in 1881. Beroemd werden zijn latere opera’s Jenůfa (1904), Katja Kabanová (1921), Het sluwe vosje (1924), en in mindere mate ook De zaak Makropoulos (1926) en Uit het dodenhuis (1928). Karakteristiek is de wijze waarop hij zijn melodieën synchroon laat lopen met het ritme en de intonatie van het Tsjechisch zoals dat gesproken wordt: de 'spraakmelodie'. Zijn opera's werden pas buiten Tsjecho-Slowakije uitgevoerd nadat Janaček zijn werken in samenwerking met de Praagse schrijver Max Brod naar het Duits had omgezet, waarbij behalve het libretto ook de compositie aan de 'spraakmelodie' van het Duits moest worden aangepast.

## Orkestwerk
Van zijn orkestwerken is Sinfonietta (1926) het bekendste: het is een door Slavische volksmuziek geïnspireerd stuk dat begint en eindigt met een opmerkelijke fanfare. Het optimistische stuk is ook een weerslag van de transformatie van zijn woonplaats Brno tot een moderne stad. Daarnaast zijn er de Lachische Dansen (1889/90), genoemd naar Janáčeks geboortestreek, en de rapsodie Taras Bulba, naar het gelijknamige verhaal van Gogol over een kozakkenhoofdman. De originele versie uit 1915 mocht destijds niet worden uitgevoerd, omdat Oostenrijk-Hongarije in oorlog was met Rusland. Zeer Slavisch (Leoš Janáček was panslavist) is ook zijn Glagolitische Mis (1927) op Oudkerkslavische tekst.

## Kamermuziek
Van zijn kamermuziek verdienen zijn cyclus Op een overgroeid pad (1901/02) voor piano, de liederencyclus Dagboek van een verdwenene (1918) en zijn beide strijkkwartetten, Kreuzersonate (1923, naar het verhaal van Tolstoi) en Intieme Brieven (1928), vermelding. Het laatste werk is opgedragen aan Kamila Stösslová, de jonge vrouw die gedurende zijn laatste twaalf, zeer productieve levensjaren Janáčeks muze was. Andere opvallende kamermuziekwerken uit de laatste periode zijn het energieke sextet voor blazers Mladí (Jeugd, 1924), het capricieuze Capriccio voor piano met alleen de linkerhand en kamerensemble, (1926), en het Concertino voor piano en twee violen, klarinet, fagot en hoorn, dat qua intensiteit wel met het Quatuor pour la fin du temps van Olivier Messiaen vergeleken is.

## Musea
Twee musea herinneren aan het leven van Janáček. In Brno bevindt zich het Leoš Janáček Museum naast het voormalige Orgelmuseum. Hier woonde hij van 1910 tot kort voor zijn dood in 1928. Op het laatst woonde hij nog korte tijd in zijn geboortedorp Hukvaldy, voordat hij in Ostrava overleed. In zijn laatste woonhuis in Hukvaldy is nu een ander Leoš Janáček Museum gevestigd.

## Composities (uittreksel)

### Werken voor orkest
- 1877 Suite, voor strijkorkest
- 1878 Idyll, voor strijkorkest
- 1889-1890 Lašské tance (Lachische Dansen)
- 1889-1890 Hanácké tance (Hannakische Dansen)
- 1894 Žárlivost, voorspeel tot de opera Její pastorkyňa
- 1912 Šumařovo dítě, ballade voor orkest
- 1915 Taras Bulba, rapsodie
- 1920 Balada blanická, symfonisch gedicht voor orkest
- 1923-1928 Dunaj (De Donau), symfonie in vier delen (onvoltooid)
- 1926 Sinfonietta

### Missen en religieuze muziek
- 1901 Otče náš (Onze Vader), cantate voor tenor, gemengd koor, orgel en harp
- 1903 Elegie na smrt dcery Olgy (Elegie naar de dood van de dochter Olga), cantate voor tenor, gemengd koor en piano
- 1904 Zdrávas Maria (Ave Maria), voor tenor, gemengd koor en orgel
- 1907-1908 Mis in Es-groot, voor gemengd koor en orgel (onvoltooid)
- 1914 Věcné evangelium, legende voor solisten, gemengd koor en orkest
- 1927 Mša glagolskaja (Glagolská mše - Glagolitische Mis), voor solisten, gemengd koor, orkest en orgel

### Cantates
- 1897 Amarus, lyrische cantate voor solisten, gemengd koor en orkest
- 1911 Na Soláni čarták, cantate voor mannenkoor met orkest

### Muziektheater

#### Opera's
| Voltooid in               | titel | aktes   | première                                                                                          | libretto                                                                                   |
| ------------------------- | --- | ------- | ------------------------------------------------------------------------------------------------- | ------------------------------------------------------------------------------------------ |
| 1887-1888, 1919           | Šárka | 3 aktes | 1 november 1925, Brno, Národní divadlo                                                            | naar Julius Zeyer naar het 13e hoofdstuk van de Dalimil-kroniek                            |
| 1891                      | Počátek románu | 1 akte  | 10 februari 1894, Brno, Národní divadlo                                                           | Jaroslav Tichý, naar een kort verhaal van Gabriela Preissová                               |
| 1894-1903; rev.1907-1908  | Její pastorkyňa; vertaald door Max Brod als Jenůfa | 3 aktes | 21 januari 1904, Brno, Národní divadlo; gerev. versie 26 mei 1916, Praag, Národní divadlo         | van de componist, naar het drama van Gabriela Preissová; gerev. versie van Karel Kovařovic |
| 1903-1905; rev. 1906-1907 | Osud | 3 aktes | 25 oktober 1958, Brno (in de bewerking van V. Nosek); 8 september 1984, Londen (originele versie) | van de componist en Fedora Bartošová                                                       |
| 1908-1920                 | Výlety páně Broučkovy (De reizen van mhr. Brouček); - 1. Výlet pana Broučka do měsíce (De reis van mhr. Brouček naar de maan); 2. Výlet pana Broučka do XV. století (De reis van mhr. Brouček in de 15e eeuw) |         | 23 april 1920, Praag                                                                              | van de componist, František Serafín Procházka, e. a. naar Svatopluk Čech, Vertellingen     |
| 1920-1921                 | Kát'a Kabanová | 3 aktes | 23 november 1921, Brno, Národní divadlo                                                           | van de componist, naar het drama Groza (De storm) van Aleksandr Ostrovski                  |
| 1922-1923; rev.1924       | Příhody Lišky Bystroušky (Het sluwe vosje) | 3 aktes | 6 november 1924, Brno                                                                             | van de componist, naar de vertellingen van Rudolf Těsnohlídek                              |
| 1923-1925                 | Vĕc Makropulos (De zaak Makropulos) | 3 aktes | 18 december 1926, Brno                                                                            | van de componist, naar het toneelstuk van Karel Čapek                                      |
| 1927-1928                 | Z mrtvého domu (Uit een dodenhuis); voltooid door O. Zitek en B. Bakala | 3 aktes | 12 april 1930, Brno                                                                               | van de componist, naar de vertellingen van Fjodor Michajlovitsj Dostojevski                |

### Vocale muziek
- 1897 Jarní píseň (Het lied van de lente)
- 1917-1919 Zápisník zmizelého (Dagboek van een verdwenene), voor tenor, alt en drie vrouwenstemmen met piano

### Kamermuziek
- 1879 Romance, voor viool en piano
- 1880 Dumka, voor viool en piano
- 1910 Presto, voor cello en piano
- 1910 rev.1923 Pohádka (Sprookje), voor cello en piano
- 1913-1921 Sonate, voor viool en piano
- 1923 Strijkkwartet nr. 1 „Kreutzer Sonata“
- 1924 Mládí (Jeugd), suite voor blazerssextet
- 1926 Capriccio, voor piano (linkerhand) en kamerensemble
- 1926 Concertino, voor piano en kamerensemble
- 1928 Strijkkwartet nr. 2 „Intieme brieven“

## Trivia
- Sinds 2006 is het vliegveld van Ostrava-Mošnov is vernoemd naar Leoš Janáček.